# Jérôme Alonzo
Jérôme Alonzo (Menton, 20 novembre 1972) è un ex calciatore francese, di ruolo portiere.

## Palmarès

### Club

#### Competizioni nazionali
- Campionato francese di seconda divisione: 2

Nizza: 1993-94
Saint-Étienne: 1998-1999
- Coppa di Francia: 2

Paris SG: 2003-2004, 2005-2006
- Coppa di Lega francese: 1

Paris SG: 2007-2008

#### Competizioni internazionali
- Coppa Intertoto UEFA: 1

Paris SG: 2001